# Oscar Parkes
Oscar Parkes, OBE (ur. 18 października 1885 w Handsworth, zm. 24 czerwca 1958 w County Down) – brytyjski lekarz i historyk marynarki, długoletni redaktor rocznika floty „Jane’s Fighting Ships”.
Oscar Parkes ukończył studia medyczne na Birmingham University, uzyskując w 1914 roku dyplom bakałarza medycyny i chirurgii. Po wybuchu I wojny światowej wstąpił do Royal Navy, służąc do końca wojny w wywiadzie marynarki. W 1919 roku został szefem sekcji fotografii morskiej w Imperial War Museum. Rok później przeszedł do cywila, będąc już od dwóch lat redaktorem „Jane’s Fighting Ships”. Pracował na tym stanowisku do 1935 roku. Jednocześnie praktykował jako lekarz w londyńskim Knightsbridge, a od 1943 roku w Ringwood.
Jako historyk floty, poza pracą w roczniku, Oscar Parkes miał w swoim dorobku wiele publikacji w pismach fachowych oraz książek, zaś w 1957 roku wydał swoje najważniejsze, monumentalne dzieło: British Battleships – Warrior 1860 to Vanguard 1950: A History of Design, Construction and Armament. W tym samym roku przeszedł na emeryturę i zamieszkał w posiadłości w hrabstwie Down w Irlandii Północnej, gdzie zmarł. Był oficerem Orderu Imperium Brytyjskiego.